# Diablo (gra komputerowa)
Diablo – fabularna gra akcji osadzona w konwencji dark fantasy, stworzona przez Blizzard North i wydana przez Blizzard Entertainment 31 grudnia 1996. W 1997 ukazał się dodatek do gry zatytułowany Diablo: Hellfire.
Akcja gry toczy się na powierzchni i w podziemiach miasta Tristram znajdującego się w Królestwie Khanduras w świecie Sanktuarium. Gracz kontroluje samotnego bohatera walczącego, by usunąć ze świata Diablo – Pana Terroru. Rozgrywka toczy się w 16 głównych i kilku dodatkowych poziomach, które należy przebyć, by zmierzyć się z tytułowym przeciwnikiem. Diablo zajęło drugie miejsce na liście 25 najlepszych gier hack and slash według serwisu Gry-Online.

## Rozgrywka
Diablo jest jednym z najlepiej rozpoznawalnych przykładów gatunku fabularnych gier akcji. Pomimo że gra zawiera typowe dla gier RPG elementy takie, jak zdobywanie kolejnych poziomów doświadczenia, wybór klasy postaci, czy zaklęcia i ekwipunek, wszystkie działania dokonywane są w czasie rzeczywistym, tak jak w grach akcji. Pod pewnymi względami Diablo przypomina gry roguelike, w odróżnieniu od tych ostatnich Diablo zawiera wysokiej (jak na tamte czasy) jakości grafikę, możliwość przywrócenia zapisanego stanu gry po śmierci bohatera, czy możliwość szybkiego opanowania gry. Spory wpływ na grę miały Angband i Moria. Większość czynności wykonywana jest poprzez kliknięcie myszką, do zaklęć czy umiejętności mogą zostać przypisane skróty klawiaturowe.
Rozgrywka zbudowana jest wokół wypełnionych potworami podziemi miasta Tristram. W mieście gracz może zakupić przedmioty, naprawić posiadany ekwipunek czy uleczyć rany. Na grę składa się 16 poziomów podzielonych na cztery obszary. Każdy z obszarów dysponuje różną szatą graficzną, układem poziomów, poziomem oświetlenia, występującymi potworami i ścieżką dźwiękową. Pierwszy poziom każdego z obszarów dysponuje dodatkowym wyjściem, prowadzącym bezpośrednio do miasta Tristram. W grze dla pojedynczego gracza te dodatkowe wyjścia są zablokowane do momentu otwarcia ich od strony podziemi. W trybie wieloosobowym dodatkowe wyjścia są otwarte od początku rozgrywki, jednak aby z nich skorzystać należy posiadać odpowiedni poziom doświadczenia.
Diablo umożliwia wielokrotne powtórzenie rozgrywki ze względu na losowo generowany układ poziomów, rozmieszczenie potworów i przedmiotów. Ponadto, w grze dla pojedynczego gracza, tylko trzy główne zadania wymagane są do ukończenia głównej linii fabularnej, pozostałe dodawane są losowo, przez co nie jest możliwe przejście wszystkich zadań pobocznych przy jednorazowym ukończeniu gry. Uwzględniając powyższe, niemal niemożliwe jest uzyskanie dokładnie dwóch takich samych rozgrywek.

## Produkcja
Pierwsze prace nad grą pod roboczym tytułem Diablo rozpoczęły się w 1995 roku. Rozwojem gry zajmowało się małe studio projektowe pod nazwą Condor Games (później Blizzard North) założone w 1993 roku przez takie osoby jak Max Schaefer, Erich Schaefer i David Brevik. Początkowo miała to być jednoosobowa, turowa gra RPG. Firma poszukiwała wydawcy, aż natrafiła na Blizzard Entertainment. Nowy wydawca zrezygnował z trybu turowego na rzecz walki w czasie rzeczywistym. Jak się później okazało była to kluczowa decyzja, która wpłynęła na charakterystyczną rozgrywkę dla tej serii. Prace nad grą przeciągały się do tego stopnia, że nie udało się jej wydać na planowany termin świąt Bożego Narodzenia w 1996 roku. W ciągu roku sprzedano ponad 750,000 kopii gry, a GameSpot ogłosił Diablo grą roku 1996.